# 奈氏九棘鱸
奈氏九棘鱸，為輻鰭魚綱鱸形目鱸亞目鮨科的其中一種，分布於東大西洋區，從塞內加爾至安哥拉海域，棲息深度可達100公尺，體長可達30公分，棲息在沙泥底質或岩石底質海域，為底棲性魚類，屬肉食性。

## 擴展閱讀
維基物種上的相關：奈氏九棘鱸